# Sankt Valentin
Sankt Valentin là một thị trấn ở huyện Amstetten trong bang Niederösterreich ở nước Áo. Đô thị này có diện tích 45,61 km², dân số năm 2001 là 9130 người.